# بللين
بللين بلدة في منطقة مصياف التابعة لمحافظة حماة في سورية. تقع جنوب غرب مدينة حماة
يمتهن معظم سكانها زراعة التين 
وتشتهر بالتين المجفف بكل أنواعه
يبلغ عدد سكانها حوالي 5000 نسمة حتي تاريخ 2014
دين معظم السكان الإسلام